# ドラ・バコヤンニ

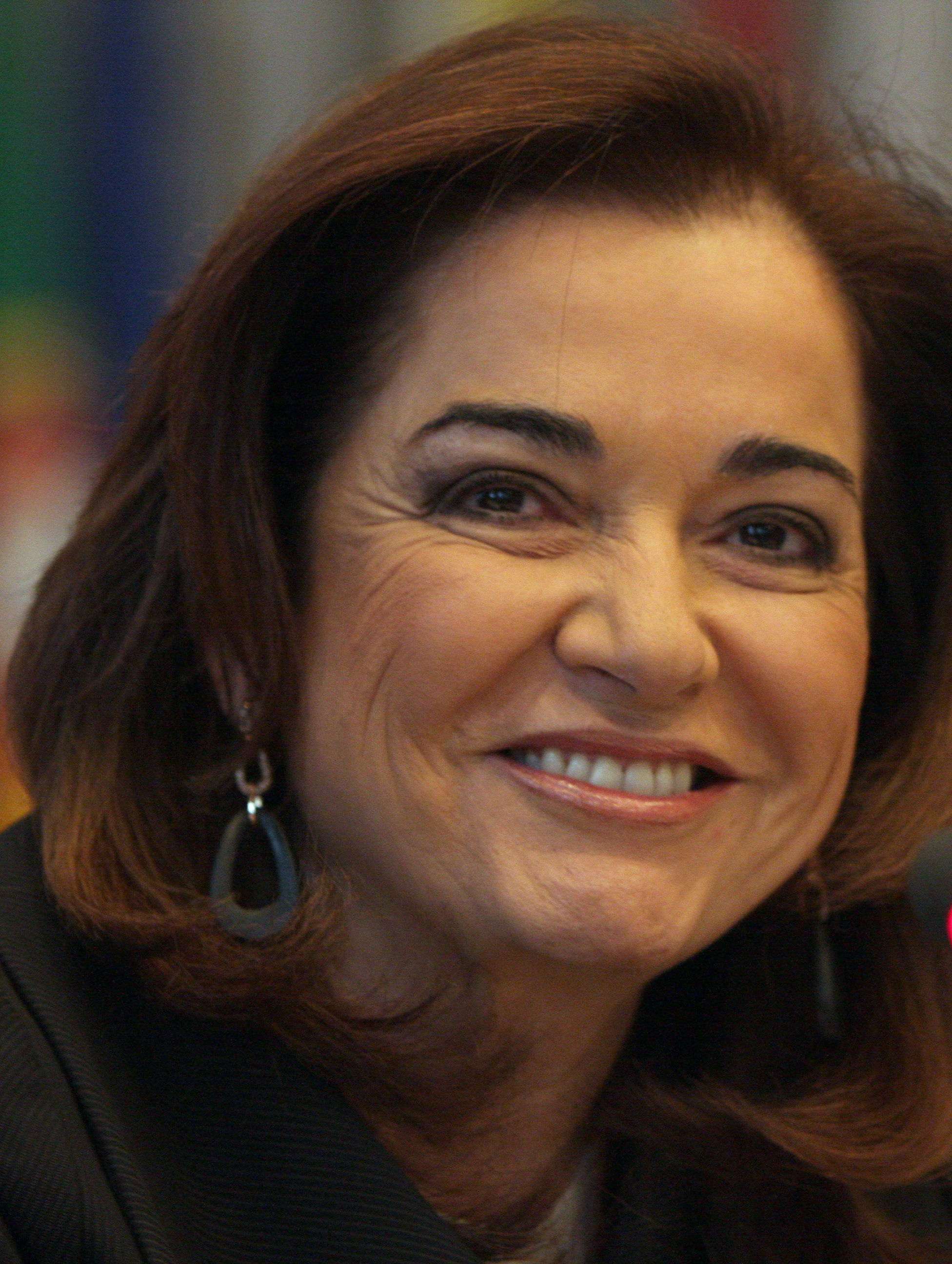
ドラ・バコヤンニ

ドラ・バコヤンニ（Ντόρα Μπακογιάννη / Dora Bakoyannis、1954年5月6日　-　）は、ギリシャの政治家。首都アテネの史上初の女性市長を務めた（選挙で選ばれた女性市長としても初。任期2002年 - 2006年）。
新民主主義党の政治家で元首相のコンスタンディノス・ミツォタキスの長女として、アテネで生まれた。ミュンヘン大学、アテネ大学を卒業している。1967年から1974年まで、軍事独裁政権によって国を追われ、家族でパリに滞在していた。英語・ドイツ語・フランス語が堪能である。
欧州共同体職員として働いた後、1984年に父が新民主主義党党首となったのを契機に政治の世界へ入る。1989年の総選挙で国会議員に当選。
1992年から1993年まで文化大臣を務めた。2005年、ワールド・メイヤーに選出された。2006年、2007年の2度、フォーブス誌の『世界で最もパワフルな女性100人』（en）の一人に選ばれた。